# Maria Vittoria av Savojen
Maria Vittoria av Savojen, född 9 februari 1690 i Turin, död 8 juli 1766 i Paris, var en prinsessa av Savojen, gift 1714 med prins Viktor Amadeus I av Savojen-Carignano.

## Biografi
Maria Vittoria av Savojen var dotter till Viktor Amadeus II av Savojen och hans mätress Jeanne Baptiste d'Albert de Luynes; fadern legitimerade henne, gav henne titeln markisinnan av Susa, och arrangerade ett äktenskap med en medlem av familjen Carignan, som var en sidogren av Savojens dynasti och hade näst högst status i landet.
År 1718 lämnade paret Savojen på grund av makens skulder och bosatte sig på Hôtel de Soissons i Paris, som de hävdade äganderätten till. Deras hem var ett av stadens största spelcentrum och de deltog i hovlivet, där maken fick en tjänst. Maria Vittoria hade en relation till både kardinal Fleury och Louis Henri I av Bourbon. Hon ska ha deltagit i många intriger och agerade som Savojens agent då hon rapporterade alla politiska nyheter hon fick höra till sin far. Drottning Marie Leszczyńska bad henne år 1726 om råd om hur hon skulle bli sams med kungen igen efter sitt första och enda försök att få politiskt inflytande, men Maria Vittoria blev aldrig en anhängare till Marie Leszczyńska. Hon rådde Leszczyńska att aldrig blanda sig i politik igen, ett råd denna också följde.
Maken samlade på sig enorma skulder och dog djupt skuldsatt 1741. Hon levde som änka ett diskret liv i Paris, där hon också dog.